# Olympische Sommerspiele 2000/Teilnehmer (Panama)
| Gelbes Symbol für Goldmedaillen mit stilisierten Olympischen Ringen | Graues Symbol für Silbermedaillen mit stilisierten Olympischen Ringen | Braundes Symbol für Bronzemedaillen mit stilisierten Olympischen Ringen |
| ------------------------------------------------------------------- | --------------------------------------------------------------------- | ----------------------------------------------------------------------- |
| —                                                                   | —                                                                     | —                                                                       |

Panama nahm an den Olympischen Sommerspielen 2000 in Sydney, Australien, mit einer Delegation von sechs Sportlern, vier Männer und zwei Frauen, teil.

## Teilnehmer nach Sportarten

### Gewichtheben
- Alexi Batista
Leichtgewicht: 16. Platz

### Judo
- Estela Riley
Frauen, Schwergewicht: 1. Runde

### Leichtathletik
- Curt Young
400 Meter: Vorläufe

### Schießen
- Ricardo Chandeck
Luftpistole: 37. Platz

### Schwimmen
- Iván Rodríguez Mesa
100 Meter Brust: 44. Platz

- Eileen Marie Coparropa
Frauen, 50 Meter Freistil: 27. Platz
Frauen, 100 Meter Freistil: 32. Platz